# Station Oulton Broad North
Oulton Broad North is een spoorwegstation van National Rail in Waveney in Engeland. Het station is eigendom van Network Rail en wordt beheerd door Greater Anglia. 